# Husasjön
Husasjön är en sjö i Aneby kommun i Småland och ingår i Motala ströms huvudavrinningsområde. Sjön har en area på 0,0619 kvadratkilometer och ligger 233,5 meter över havet. Sjön avvattnas av vattendraget Bulsjöån.

## Delavrinningsområde
Husasjön ingår i det delavrinningsområde (640758-145329) som SMHI kallar för Inloppet i Västra Lägern. Avrinningsområdets medelhöjd är 262 meter över havet och ytan är 27,51 kvadratkilometer. Räknas de 4 delavrinningsområdena uppströms in blir den ackumulerade arean 66,89 kvadratkilometer. Bulsjöån som avvattnar avrinningsområdet har biflödesordning 3, vilket innebär att vattnet flödar genom totalt 3 vattendrag innan det når havet efter 225 kilometer. Delavrinningsområdet består mestadels av skog (64 procent), öppen mark (11 procent) och jordbruk (20 procent). Avrinningsområdet har 0,06 kvadratkilometer vattenytor vilket ger det en sjöprocent på 0,2 procent.